# Type 67 (пистолет)
Type 67 — китайский пистолет с интегрированным глушителем, разработанный в конце 1960-х годов китайской компанией «Norinco» как переработка конструкции пистолета Type 64. Предназначен для вооружения специальных и разведывательных подразделений НОАК.

## Конструкционные особенности
Система работы основана на принципе автоматики со свободным затвором, УСМ одинарного действия с открытым курком и ручным предохранителем в левой части. От предшественника его выгодно отличает улучшенная балансировка и упрощенная форма глушителя, в котором отсутствует нижняя расширительная камера. В целом оружие имеет схожие боевые характеристики с пистолетом Type 64 при уменьшенной почти на треть общей массе. К недостаткам можно отнести использование маломощного бесфланцевого патрона 7,65 × 17 мм Тип 64, который был разработан специально для этих пистолетов и не может быть заменен на другие. Как и у пистолета Type 64, для исключения громкого лязга запирающего механизма при стрельбе в конструкции оружия предусмотрена специальная кнопка, нажатие на которую превращает пистолет в оружие с ручной перезарядкой.